# メノ・コッホ
メノ・コッホ（Menno Koch、1994年7月2日 - ）は、オランダ・ヘーゼ出身のサッカー選手。サルプスボルグ08所属。ポジションはディフェンダー。

## クラブ歴
PSVアイントホーフェンのユースチーム出身。2014年1月にトップチーム昇格を果たす。
2017年7月3日、3年契約でNACブレダへと移籍した。

## 代表歴
2011年にセルビアで開催されたUEFA U-17欧州選手権2011に参加。オランダの初優勝に貢献した。